# Лутовац, Александар
Александар Лутовац (серб. Александар Лутовац; 28 июня 1997, Белград, Союзная Республика Югославия) — сербский футболист, нападающий австрийского клуба «Рид».

## Карьера

### Клубная карьера
Александар является воспитанником белградского «Рада». В составе молодёжной команды нападающий стал чемпионом Сербии 2015, что позволило его клубу принять участие в Юношеской лиге УЕФА 2015/16.
19 сентября 2015 года Лутовац дебютировал в Суперлиге Сербии, выйдя на замену во втором тайме игры с «Войводиной». Александар на 85 минуте встречи, забив мяч, принёс своей команде победу.
В первом своём сезоне в профессиональном футболе нападающий провёл 23 матча и забил 6 мячей, в том числе отметился дублями в ворота «Младости» (Лучани) и ОФК.

### Карьера в сборной
Александар в составе юношеской сборной Сербии (до 19 лет) принимал участие в играх квалификационных раундов отбора к чемпионату Европы 2015 и 2016, однако сербские сборные не смогли пробиться в финальные стадии турниров.